# Kompensationsebene

Die Lage der Kompensationsebene

Die Kompensationsebene bildet eine Grenze im Ökosystem See und anderen Gewässern. Sie trennt Litoral von Profundal, beziehungsweise trophogene von tropholytischer Zone. Sie befindet sich in der Tiefe, in der die Lichtintensität zu gering ist, um durch Photosynthese während des 24-Stunden-Tages eine positive Energiebilanz zu erzielen. Das heißt, in der Kompensationstiefe ist die Differenz von Gewinn durch Primärproduktion und Eigenverbrauch durch Zellatmung (Nettoproduktion) gleich null. Es herrscht hier ein Gleichgewicht zwischen Sauerstoffherstellung und Sauerstoffverbrauch sowie zwischen CO2-Aufnahme und -Abgabe. Die Lichtmenge in der Kompensationsebene führt bei der Pflanze zum Kompensationspunkt.
Die Kompensationsebene wird für die Tiefe angenommen, in die noch 1 Prozent der photosynthetisch aktiven Strahlung von der Strahlung direkt unter der Wasseroberfläche gelangen (Globalstrahlung abzüglich der Reflexion der Wasseroberfläche). Die Tiefe der Ebene ist allerdings dynamisch: Photoautotrophe Organismen haben artspezifische Kompensationstiefen und die Tiefe schwankt mit den optischen Eigenschaften des Wassers und den aktuellen Lichtverhältnissen. Beispielsweise beeinflusst die Trübung, aber auch die Eigenbeschattung des Phytoplankton selbst die Tiefe, die sich zwischen wenigen Zentimetern und mehr als 30 Metern erstrecken kann. Die ungefähre Tiefe kann mit einer Secchi-Scheibe ermittelt werden. Es gilt:
{\displaystyle 5{\sqrt {Sichttiefe}}\approx Tiefe\;der\;Trophogenen\;Zone}
Die Kompensationsebene hat nichts mit der in geschichteten Seen auftretenden Sprungschicht zu tun.